# Merckov indeks
Merckov indeks nakon Beilsteinove kolekcije najveća je svjetska enciklopedija kemijskih spojeva, lijekova i općenito tehnološki primjenjivih te za gospodarstvo važnih tvari s preko 10000 opisa na temu pojedinih supstanci ili srodnih grupa. Sadrži i dodatak s popisom fizikalnih veličina i jedinica, doziranja određenih tvari i kratki prikaz pojedinih organskih reakcija. 
Knjigu izdaje američka farmaceutska kuća Merck. Vrlo je popularna u cijelom svijetu zbog svoje jednostavne i pregledne organizacije i neizostavna je na policama različitih instituta, fakulteta i bolnica. Doživjela je već četrnaest izdanja, a posljednje je u potpunosti digitalizirano te se na CD-u uz knjigu može naći i cijela baza podataka o tvarima opisanima u knjizi.

## Izgled pojedinačne reference
Tipična se referenca za pojedini spoj u Merck-ovom indeksu sastoji od sljedećih podataka (redom):
- CAS registar
- sinonimi spojeva i tradicionalna imena, te imena po pravilima IUPAC-a (Međunarodna unija za čistu i primijenjenu kemiju)
- kemijska formula
- molekulska masa
- maseni udio elemenata u spoju
- kratka povijest pronalaska i primjene
- strukturna formula (ako je jednostavna; izostavljeno za neke složene enzime)
- fizikalna svojstva (izgled, talište, vrelište, topljivost...)
- navode za drugu literaturu o tom spoju
- terapeutska kategorija, ako dolazi u obzir
- posebne napomene vezane uz rukovanje opisanom tvari (toksičnost...)

## Izdanja
- 14. (2006.)
- 13. (2001.)
- 12. (1996.)
- 11. (1989.)
- 10. (1983.)
- 9. (1976.)
- 8. (1968.)
- 7. (1960.)
- 6. (1952.)
- 5. (1940.)
- 4. (1930.)
- 3. (1907.)
- 2. (1896.)
- 1. (1889.)

## Vanjske poveznice
- Službene informacije  Arhivirana inačica izvorne stranice od 11. kolovoza 2008. (Wayback Machine)
- Merckov indeks